# Milagros (Masbate)
Milagros is een gemeente in de Filipijnse provincie Masbate op het gelijknamige eiland Masbate. Bij de census van 2020 telde de gemeente bijna 58 duizend inwoners.

## Geografie

### Bestuurlijke indeling
Milagros is onderverdeeld in de volgende 27 barangays:
| - Bacolod - Bangad - Bara - Bonbon - Calasuche - Calumpang - Capaculan - Cayabon - Guinluthangan - Jamorawon - Magsalangi - Matagbac - Matanglad - Matiporon | - Moises R. Espinosa - Narangasan - Pamangpangon - Paraiso - Poblacion East - Poblacion West - San Antonio - San Carlos - Sawmill - Tagbon - Tawad - Tigbao - Tinaclipan |

### Bevolkingsgroei
Milagros had bij de census van 2020 een inwoneraantal van 57.538 mensen. Dit waren 65 mensen (0,11%) meer dan bij de vorige census van 2015. Ten opzichte van de census van 2000 was het aantal inwoners gegroeid met 12.963 mensen (29,08%). De gemiddelde jaarlijkse groei in die periode kwam daarmee uit op 1,28%, hetgeen lager was dan het landelijk jaarlijks gemiddelde over deze periode (1,79%).

De bevolkingsdichtheid van Milagros was ten tijde van de laatste census, met 57.538 inwoners op 565,3 km², 101,8 mensen per km².